# 昂德兰
昂德兰（法語：Andelain，法語發音：[ɑ̃dlɛ̃]）是法国上法蘭西大區埃纳省的一个市镇，属于拉昂区。

## 地理
昂德兰（49°38'33"N, 3°22'13"E）面积2.91 平方千米，位于法国上法蘭西大區埃纳省，该省份为法国北部内陆省份，北起北部省，西接索姆省和瓦兹省，东临阿登省和马恩省，西南至塞纳-马恩省，东北部与比利时接壤。
与昂德兰接壤的市镇（或旧市镇、城区）包括：博托尔、贝托库尔-埃普尔通、沙尔姆、德耶、拉费尔。
昂德兰的时区为UTC+01:00、UTC+02:00（夏令时）。

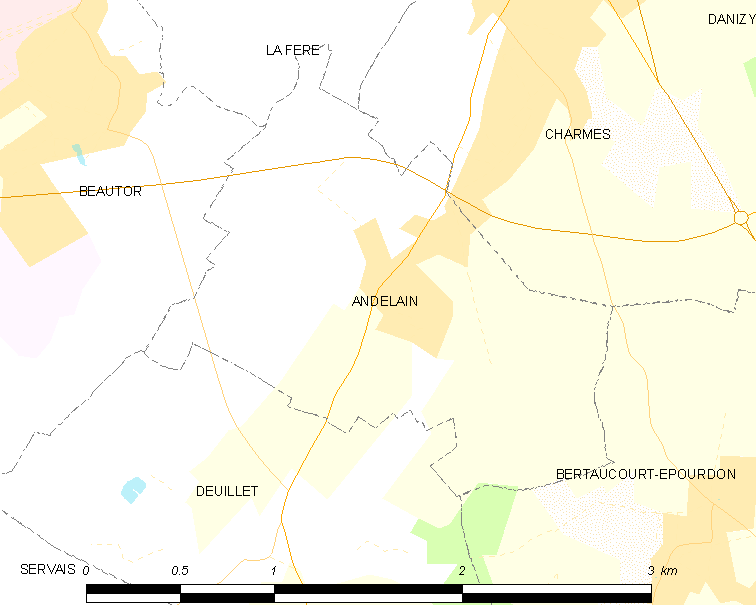
昂德兰的OSM定位图

## 行政
昂德兰的邮政编码为02800，INSEE市镇编码为02016。

## 政治
昂德兰所属的省级选区为泰爾尼耶縣。

## 人口

1962-2008年间昂德兰人口变化图示

昂德兰于2022年1月1日时的人口数量为211人。